# ك. لي سكوت
ك. لي سكوت (بالإنجليزية: K. Lee Scott)‏ هو ملحن أمريكي، ولد في 1950.

## وصلات خارجية
- ك. لي سكوت على موقع ميوزك برينز (الإنجليزية)
- ك. لي سكوت على موقع ديسكوغز (الإنجليزية)